# Mick Foley
Michael Francis "Mick" Foley, Sr. (7 de juny de 1965 -), és un lluitador professional estatunidenc, que va treballar per l'empresa World Championship Wrestling (WCW) i la World Wrestling Federation / Entertainment. Foley al seu pas per la WWE va ser tres vegades Campió de la WWE i vuit cops Campió Mundial per Parelles. En l'actualitat està treballant a la Total Nonstop Action Wrestling.